# 大猶太會堂 (盧茨克)

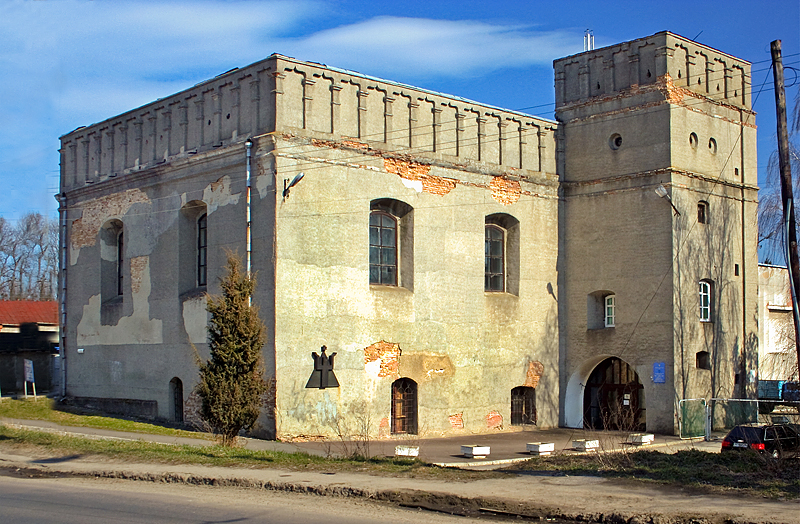

大猶太會堂（Great Synagogue）是烏克蘭城市盧茨克的一座猶太會堂，外觀屬於文藝復興式建築，修建於1626年。這座猶太會堂在1942年被毀，但在1970年代得到重建。現在該建築作為體育俱樂部使用。

## 外部連結
- （页面存档备份，存于） The Great Synagogue of Lutsk, Ukraine | The Museum of the Jewish People at Beit Hatfutsot

50°44′09″N 25°19′07″E / 50.735959°N 25.318699°E